# Выбирать чудо
«Выбирать чудо» — дебютный студийный альбом российской певицы Нюши. Альбом был выпущен на лейбле Gala Records 11 ноября 2010 года в виде подарочного издания. Запись альбома проходила в течение двух лет, с 2009 по 2010 годы. Продюсерами пластинки выступили сама Нюша и отец певицы, Владимир Шурочкин.
Музыкально работа выполнена в жанре поп-музыки, с использованием элементов R&B, электроники, этнической и танцевальной музыки, синтипопа и поп-рока. Тематически альбом затрагивает личные переживания певицы, а такие песни, как «Не перебивай» и «Выбирать чудо» написаны о самоутверждении.
Альбом получил как положительные, так и смешанные отзывы от музыкальных критиков. Смешанные рецензии в основном описывали пластинку как слишком форматную запись, где не проявилась индивидуальность Нюши. В положительных отзывах критиков отмечалось удачное сочетание музыкальных стилей и необычные тексты песен. Диск был номинирован в категории «Альбом года» на премии Муз-ТВ 2011.
Четыре песни, выпущенные синглами из альбома, — «Не перебивай», «Выбирать чудо», «Больно» и «Выше», — возглавляли радиочарты Tophit и попали в топ-3 чарта продаж цифровых треков России. Сингл «Вою на Луну» попал в топ-40 радиочарта. «Выбирать чудо» дебютировал на седьмой строчке российского чарта продаж альбомов «2М Топ-25. Альбомы», став лучшим дебютом недели и достиг шестой позиции в чарте. В итоговом чарте продаж альбомов на физических носителях в России за 2011 год диск достиг 21-го места.

## Создание песен и запись
Мне предлагали песни много, я папины песни пела. Но у папы репертуар больше поп-рок, другая музыка, все это было не совсем органично для меня. Я не совсем раскрывалась в этом материале. Когда я показала уже свои песни, он понял, что именно здесь я раскрываюсь на 100 %. Ближе своих песен ничего не может быть. Если сам пишешь, это самое искреннее, что получается. Если буду петь не свои песни, будет уже не то.
Создание песен к альбому началось за несколько лет до начала его записи. В интервью Нюша говорила, что первоначально она писала песни на английском языке и в стиле поп-рок, но после поняла, что это не её музыка. Первой песней в новом ключе стала композиция «Вою на Луну». Песня, по словам певицы, была написана в состоянии депрессии. После расставания с её молодым человеком Нюша пришла домой, и ей было тоскливо. После чего она открыла окно, в котором светила луна и в этот момент к ней пришла строчка «вою на Луну»: «Я стала напевать себе что-то под нос, села за фортепиано, постепенно увлеклась и появился мотив. Мысли о ссоре тут же улетучились, и я взбодрилась. Отсюда и возникли эти строчки „от печали нету толка!“». После прослушивания данной песни отец Нюши, Владимир Шурочкин, и она сама решили, что певица должна исполнять песни в новом ключе: «Мы поняли, что нужно исполнять то, что я пишу, в этом я до конца раскрываюсь и чувствую себя более уверенно. Никто не может спеть песню лучше, чем сам автор. Поэтому мы оставили всю поп-роковую музыку и перешли на то, чем я сейчас занимаюсь».
Композиция «Не перебивай» была написана под вдохновением от ситуации из личной жизни исполнительницы. По её словам, в ней накопилась определённая энергия, которая искала выход: «Скопилась энергия, после которой мне захотелось сесть и выпить её». Также Нюша говорила, что поначалу не пишет текст к песням. По признанию певицы, песня «Выбирать чудо» была написана перед тем, как она определилась, с каким настроением хочет идти по жизни: «Каждая моя песня — это определённый этап в жизни, определённая ситуация, перед тем, как написать песню „Чудо“, я определилась с настроем, с которым хочу идти по жизни, то есть „выбирать своё чудо“, ведь каждый из нас волен сам решать, как идти по жизни и к чему стремиться».
По словам Нюши, запись альбома длилась два года:

Процесс записи альбома растянулся почти на два года. Чаще всего артист начинает работать над альбомом и забывает о других не менее важных событиях: о сольных концертах, о мероприятиях. Всё свободное время музыкант проводит на студии. У меня такой ситуации, к счастью, не было. Я много времени посвящала и репетициям, и мероприятиям, в которых участвовала. Ещё и успевала дома писать песни. Поэтому запись альбома была спонтанной и ненапряжной: никто меня силком на студию не затаскивал, просто в свободное время я приезжала туда и мы записывали треки.— Нюша
Большинство песен в альбоме Нюша написала сама. Исключение составили композиции «I’m Not Discovered» и «Why», музыку к которым написал отец певицы, Владимир Шурочкин. Аранжировки в альбоме делали различные музыканты, в том числе Алексей Прокофьев, ранее работавший над альбомом «Одиночка», певицы МакSим. Продюсерами альбома стали сама Нюша, Владимир Шурочкин и Влад Стрекалин. Запись вокала проходила на студии CosmosStudio.

## Тематика песен
Всё в твоих руках, можно выбирать: молчать или кричать. Тут я хотела бы вложить философский смысл. Это действительно моя позиция по жизни. Потому что негативные эмоции и убеждения самого себя, что у тебя что-то не получится, что-то не можешь сделать — это всё психологические блоки. Что от печали нет толка – мне бы хотелось многим об этом сообщить. Никакого смысла в этом не вижу. У нас нет никаких по сути граней, никаких ограничений. Мы все это сами себе ставим: наши страхи, волнения — это всё придумано нами самими. Поэтому в песне «Выбирай чудо» я считаю, что мне максимально удалось донести это сообщение. Поэтому она стала настолько популярной. Потому что большинство людей увидели там действительно свободу выбора.
Нюша рассказывала, что все её песни основаны на тех историях, которые происходили с ней в жизни. Хотя певица отмечала, что не все могут правильно понять её аллегоричные тексты и посыл её композиций не всегда прямолинеен. Тем не менее, она находила в этом свои достоинства и отмечала, что ей интереснее, когда человек находит свой смысл в её песнях. Песни «Чудо» и «Не перебивай» исполнительница описывала, как «свои истории». В отношении песни «Не перебивай» Нюша говорила, что она повествует о двух разных ситуациях: с одной стороны, в куплетах певица предстаёт не определившимся человеком, который не знает, чего он хочет. С другой — припев, который описывает человеческие отношения: «…мы в душе все эгоисты, это очень обидно, особенно девушкам. В первую очередь хочется передать это своё: дай же мне сказать, выразить свои эмоции». Композиция «Выбирать чудо» написана о самоутверждении человека. Как объясняла исполнительница, слова «выбирать чудо» означают то, что человек освобождается от любовных пут. По её признанию, она часто видела, как девушки слепо влюбляются, становясь зависимыми от своих парней: «Но в определённый момент глаза всё равно должны открыться. Каждая девушка должна уметь вовремя освободиться из этих пут. Ведь выбирать своё чудо — значит жить полной жизнью, без рамок и ограничений!».
Песня «Больно» также основана на ситуации из жизни певицы. «Я написала [песню] после разрыва с парнем. Мы встретились, полюбили друг друга, но отношения не сложились и мы нашли только один выход — разойтись», — рассказала Нюша. Денис Ступников, главный музыкальный обозреватель портала Km.ru, отмечал, что в произведениях Нюши прослеживается её неуверенность, которая, по его мнению, вызвана уходом отца исполнительницы из семьи, когда певице было 2 года. По мнению журналиста, в связи с этим Нюша «испытывает страх перед надёжными, харизматичными и властными мужчинами, что прослеживается по многим её песням». Обозреватель приводит в пример строчки песни «Ты слишком сильный»: «Ты слишком сильный — но меня не поменять». Также Ступников посчитал, что исполнительница боится показаться слабой перед любимым: «Я спрячу свои страхи, чтобы ты о них не узнал» (из песни «Выше»).

## Музыка и тексты песен
В альбоме присутствуют различные музыкальные стили. Как говорила сама Нюша, в дебютном альбоме она использовала музыкальные направления, в диапазоне от поп-рока до фанка. Тем не менее, большинство критиков отметили, что основой альбома стал стиль R&B, скрещённый с российской поп-музыкой. На сайте проекта «МирМэджи» отметили, что большинство мелодий в альбоме написаны в миноре. Нюша говорила на презентации альбома, что: «В этот альбом вложено большое количество сил не только моих как автора песен, но и всей команды саунд-продюсеров, которые над этим диском работали — в буквальном смысле оттачивали каждый звучок в каждом треке. Это колоссальный труд, но я думаю, что всё удалось на славу!».
На сайте MUZ.RU также отметили, что в альбоме появляется «масса внезапных и нестандартных звучков». Борис Барабанов посчитал, что альбом «относится к той категории поп-пластинок, на которых внимательный слушатель способен обнаружить чуть ли не пелевинскую мистику в текстах и музыкальную парадоксальность, достойную лучших произведений Константина Меладзе». Анна Матвеева, из Starland.ru, отметила, что аранжировки в альбоме по звучанию «то космически холодные, то пульсирующе ритмичные». Она также положительно описала вокал певицы, сказав, что он «сочный, многогранный».
Композиция «Больно» отсылает «к западной вокальной школе, и в голосе Нюши местами отчётливо слышится Агилера». История, описанная в композиции, основана на личных переживаниях певицы. Нюша также добавляла, что хотя она и описывала личную историю, она пыталась подать её так, чтобы она была доступна для других людей. Певица использовала много метафор и аллегорий, чтобы людям, которые слушают композицию, казалось, что «это и про них тоже». Самыми значимыми словами в тексте певица назвала строки «Но сердце — молчанье, и ты меня уже теряешь» и говорила, что «они, как ничто другое, показывают мои чувства». Песня «Отображенье» — это баллада, в которой «открывается потенциал певицы как исполнителя лирических песен» и музыкально напоминающая творчество группы Texas. «Выше» — это танцевальная композиция, записанная в стиле европоп. По мнению Гуру Кена, в композиции прослеживается влияние российской поп-музыки 80-х годов и современного румынского данс-попа. В песне исполнительница снова вокально работает в стиле Кристины Агилеры.
Песня «Другая» напоминает музыкальный стиль Дженнифер Лопес. Композиция «Ангел» — лирическая песня, которая, по мнению Алексея Мажаева, «неуловимо подражает мелодии Владимира Косма из фильма „Бум!“ и, даже заметно уступая ей, сильно выделяется из ряда соседок по альбому», а Анна Матвеева сравнила песню с произведениями певицы МакSим. В песне «Вою на Луну» проявляются этнические корни, которые «взаимодействуют с почти неизбежными сегодня R&B и электроникой».

## Рекламная кампания
Рекламная кампания альбома включила издание цифровых и радиосинглов и промотур исполнительницы. Также во время кампании проводились телевизионные съёмки. В частности, 31 июля 2010, певица выступила на концерте EUROPA PLUS LIVE, где исполнила несколько песен из альбома. Также в день релиза альбома, 11 ноября, диск был представлен на радиостанции «Европа Плюс», где были проиграны все песни в эфире радиостанции.
С 19 сентября 2009 года певица осуществляет свой первый гастрольный тур «Выбирать чудо». В ходе тура певица дала 51 концерт и выступила на многочисленных мероприятиях.

### Синглы
Первым синглом альбома стала композиция «Вою на Луну». Композиция была издана на радио 17 февраля 2009 года и достигла 37-й позиции в российском радиочарте. Вторым синглом стала песня «Не перебивай», которая возглавила российский радиочарт и достигла 3-й строчки в чарте цифровых синглов России.
Третьим синглом стала композиция «Выбирать чудо». Песня стала одной из самых успешных композиций в России, в 2010 году. Она возглавила российский радиочарт и чарт цифровых синглов. По информации контент-компании «ИММО», песня заняла 2-е место в итоговом чарте продаж полных mp3-треков, через мобильные сервисы в России, в 2010 году. В итоговом чарте за 2010 год песня заняла 5-е место в списке самых скачиваемых треков в России, а песня «Не перебивай» была на 10-м месте.
16 февраля 2011 года в радиоротацию поступил четвёртый сингл «Больно». Песня стала третьим синглом певицы, возглавившим российский радиочарт и вторым — возглавившим чарт цифровых треков. На композицию был снят видеоклип (режиссёром выступил Павел Худяков). Также в клипе снялся известный хоккеист Александр Радулов.
30 июля 2011 года Нюша выступила на концерте Europa Plus Live, где представила новый сингл «Выше», премьера которого в радиоэфире состоялась 26 августа на радиостанции Love Radio в рамках программы Big Love 20.

## Релиз
26 октября 2010 года информационное агентство Intermedia сообщило, что дебютный альбом Нюши готовится к релизу. Как сообщалось, диск должен был выйти в форме подарочного издания, 11 ноября 2010 года. В подарочное издание, оформленное в форме диджипака, должны были войти аудиодиск и DVD-диск. В DVD-диск, в свою очередь, должны войти все клипы певицы, включая ещё не изданный на тот момент клип, на песню «Выбирать чудо». Аудиодиск должен был включать 10 основных песен альбома и дополнительно 8 бонус-треков. Также в дополнение к дорогому изданию должна была войти фотогалерея певицы из фотосессии к альбому. В обычное издание должны были войти 10 песен и 3 бонус-трека, а релиз был назначен на 25 ноября.
Релиз подарочного издания состоялся 11 ноября, но в диск не был включён видеоклип на песню «Выбирать чудо», так как работа по его монтажу не была закончена к сроку выпуска альбома. За день до релиза Нюша провела презентацию альбома в клубе Soho Rooms. Позже вышло обычное издание, содержащее 10 основных композиций и 4 бонус-трека.
6 декабря 2010 года состоялся цифровой релиз на портале MUZ.RU, где альбом стал доступен в форме подарочного издания (с восемью бонус-треками), но без видеоклипов.

## Реакция критики
| Оценки критиков | Оценки критиков |
| Источник        | Оценка          |
| --------------- | --------------- |
| InterMedia      | [ 4 ]           |
| MUZ.RU          | [ 7 ]           |
| Newsmusic.ru    | (5.5/10)        |
| Starland.ru     | (смешанная)     |
| Weburg.net      | (7/10)          |
| Выбирай.Ру      | [ 42 ]          |
| Коммерсантъ     | (положительная) |
| МирМэджи        | (смешанная).    |

На сайте проекта «МирМэджи» дали смешанную рецензию на альбом. В издании посчитали, что пластинка получилась «очень модной и подстриженной в самый раз для молодёжной аудитории». Звучание альбома было названо образцом музыки 2010 года. Также было отмечено, что большинство песен написаны в миноре. По мнению издания, все новые песни, представленные на пластинке, слишком «причёсаны» и не вызывают «доверия и тяги». Тем не менее, такие песни, как «Не перебивай» и «Чудо», были названы абсолютными хитами. В целом, на сайте сказали, что ожидали от пластинки большего.
Также смешанную оценку альбом получил на сайте InterMedia. Алексей Мажаев писал, что представленный материал в альбоме слишком усреднённый и не оригинальный. По мнению журналиста, Нюша создаёт в альбоме «новый русский R&B», в своей интерпретации: «от оригинального жанра оставлены только вокальная манера, хореография в клипах и как бы современный продакшн. Скрестив их с тем, что привыкли слушать поклонники „Русского радио“, певица предложила понятный нашим поп-потребителям продукт. Полюбить его сложно, но, похоже, россияне совсем не против в конце 2010 года иметь такую музыку в качестве фона». Однако автору рецензии понравились композиции «Отображенье» и «Ангел». Также позитивно были оценены англоязычные композиции. В целом Алексей Мажаев отмечал, что «из альбома ничего нельзя понять о личности самой певицы Нюши… …На ум приходит только одно вполне характеризующее певицу определение. Нюша — старательная. Не уверен, что этого достаточно».
На сайте Newsmusic.ru альбом также получил смешанную рецензию. Дмитрий Прочухан, также позитивно отметив выпущенные до издания альбома хиты, посчитал новый материал слишком «форматным». Однако отметил, что в песне «Отображенье» открывается талант Нюши как исполнителя лирических песен. В целом автор писал, что «если бы на диске было больше песен, открывающих саму личность Нюши и способных проникнуть в глубину души слушателя, пластинка воспринималась бы с большим интересом. Пока же имеем дело с певицей без лица, чей хитовый потенциал не подкреплён индивидуальностью и кажется исключительно продюсерским продуктом».
Положительную оценку альбом получил на сайте Weburg.net. Олег Лузин писал, что пластинка заслуживает особого внимания. Автор посчитал, что песня «Ангел» сопоставима по хитовому потенциалу с тремя уже выпущенными из альбома синглами. Журналист также написал, что «…как оно ни удивительно, для российской поп-музыки это действительно интересный проект. Безупречно поставленный голос, отточенное звучание и большое мастерство продюсеров…». Борис Барабанов, из газеты «Коммерсантъ», также положительно отнёсся к пластинке. Было отмечено удачное сочетание R&B и элементов электронной музыки, а также интересные тексты песен. Журналист написал, что «Нюше немногим более 20 лет, но в голосе есть уже какая-то взрослая сдержанность. „Выбирать чудо“, вопреки псевдониму певицы и обложке диска, не пошлая и не примитивная вещь. И при этом на удивление популярная. …».
На сайте портала MUZ.RU альбом также получил положительные отзывы. Андрей Житенёв писал, что «в кои-то веки из-под „пера“ российских авторов и продюсеров вышел материал, достойный стоять в ротации на радио в одном ряду с лучшими западными исполнителями». Автор посчитал, что на пластинке всё сделано на «добротную пятёрку»: музыка, тексты, аранжировки и продакшн. Было отмечено, что в альбоме Нюша скорее подражает, чем копирует западных исполнителей, что также было отмечено положительно. Песни были сравнены с творчеством Дженнифер Лопес, группы Texas и Кристины Агилеры, но, как писал журналист, «поймать Нюшу за руку на откровенном плагиате или „передирании“ чужих песен нельзя». В целом автор говорил, что «в результате удачного смешения всех вышеперечисленных составляющих мы имеем качественный русскоязычный альбом».
На сайте Starland.ru альбом получил смешанную оценку. «Десять композиций, представленных в альбоме, отличаются своей стилистической новизной и полнотой. Да, это вполне узнаваемый образ, созданный под конкретного исполнителя, выделяемый Нюшу в толпе несуразных новичков на эстраде», — писала Анна Матвеева. Автор также отметила хорошие аранжировки в альбоме, но ей не понравилась лирика песен. Журналист посчитала, что «над словами песен Нюше и её папе (являющемся автором нескольких песен) ещё предстоит хорошенько поработать. Удачные находки неоправданно повторяются в нескольких самостоятельных песнях… порой можно поймать себя на ощущении, что все это дословный перевод с английского без игры слов и многозначительных ассоциаций великого и могучего русского языка». В целом автор отметила, что альбом является танцевальным, стильным и качественным по звучанию.

### Рейтинги и награды
После появления Нюши (и Ёлки), кажется, появилась возможность надеяться на возвращение золотых времён русской поп-музыки. Акцент на внешности тут ставится чисто на автомате (Анна Шурочкина всё-таки совсем не Жанна Фриске) — зато Нюша сама пишет сильные и истовые песни, зато ей ставят убедительный звук с ломаным битом и паузами в нужных местах; самый известный ремикс на «Больно» — это вообще практически русские Magnetic Man.
Песни из альбома были помещены различными изданиями в рейтинги и списки лучших записей года. В пользовательском голосовании за «лучшую песню 2010 года», на портале MUZ.RU, композиция «Выбирать чудо» заняла 15-е место. В списке «Топ-100 лучших песен 2010 года» радиостанции Love Radio, композиция заняла 16-е место. В декабре 2011 журнал «Афиша» включил «Выбирать чудо» в свой редакционный список главных песен года, а композицию «Больно» — в редакционный список самых ярких и запомнившихся российских поп-хитов за последние 20 лет; альбом в марте 2014 года вошёл в редакционный список «30 лучших русских поп-альбомов». Сайт Apelzin.ru внёс «Выше» в свой редакционный список «100 лучших песен 2011 года», поместив её на 95-ю позицию.
22 марта 2011 года пластинка была номинирована на премию Муз-ТВ 2011 в категории «Лучший альбом». Заглавный сингл «Выбирать чудо» был номинирован на премию RU.TV 2011 в категории «Лучшая песня», но уступил победу композиции «Прованс» Ёлки. На премии Муз-ТВ 2012 Нюша получила две номинации: «Лучшая исполнительница» и «Лучшая песня» («Выше»). Певица победила в последней из двух номинаций. На премии RU.TV 2011 Нюша удостоилась победы в номинации «Лучшая певица» и получила ещё две номинации: «Лучшая песня» и «Лучший танцевальный трек» (обе за песню «Выше»).

## Коммерческий успех альбома
Альбом дебютировал на 7-й позиции в российском чарте альбомов, 10 декабря 2010 года. В это же время сингл «Чудо» находился на вершине чарта цифровых треков. Во вторую неделю продажи альбома опустились до 8-й позиции. В третью неделю диск занял 12 место в чарте. Альбом занял 96 строчку в чарте самых продаваемых в России альбомов на физических носителях за 2010 год, по информации компании 2М и Lenta.ru.
В первом опубликованном чарте 2011 года (продажи считались за последнюю неделю 2010-го и первую неделю 2011 года), альбом достиг нового пика продаж, оказавшись на 6 строчке чарта. В чарте за 5-ю и 6-ю недели 2011 года альбом опустился до 25-го места в чарте. В седьмую и восьмую недели альбом поднялся до 14-го места.
Через три месяца продаж тираж альбома был раскуплен и выпущен второй тираж. Сама Нюша прокомментировала коммерческий успех альбома: «Такая любовь слушателей, особенно сейчас, когда CD все больше теряют актуальность, очень ценна для артиста». Переиздание нового тиража пластинки помогло диску вернуться в российский чарт альбомов, на 22-ю позицию, после 17 недель в топ-25. В это же время сингл «Больно» дебютировал на 9-м месте в чарте цифровых треков, став третьим синглом Нюши, попавшим подряд в топ-10.
По информации компании 2М и Lenta.ru, пластинка заняла семнадцатую строчку в чарте продаж альбомов в России за первую половину 2011 года, а два сингла певицы («Выбирать чудо» и «Больно») вошли в чарт продаж цифровых треков. В итоговом годовом отчёте «Российская индустрия звукозаписи» компании 2М и Lenta.ru альбом занял двадцать первую строчку в чарте самых продаваемых альбомов на физических носителях в России за 2011 год. Три сингла альбома вошли в итоговый чарт по продажам цифровых треков: «Больно» — 11 место, «Выбирать чудо» — 21 место и «Выше» — 23 место.

## Список композиций
Автор всех текстов и музыки, кроме указанных песен, — Нюша Шурочкина. Автором музыки «I’m Not Discovered» и «Why» является Владимир Шурочкин.
| №   | Название             | Длительность |
| --- | -------------------- | ------------ |
| 1.  | «Ты слишком сильный» | 3:34         |
| 2.  | «Выбирать чудо»      | 4:27         |
| 3.  | «Не перебивай»       | 4:00         |
| 4.  | «Больно»             | 3:33         |
| 5.  | «Ты обещал»          | 3:28         |
| 6.  | «Отображенье»        | 3:39         |
| 7.  | «Выше»               | 3:58         |
| 8.  | «Другая»             | 3:29         |
| 9.  | «Ангел»              | 3:04         |
| 10. | «Вою на Луну»        | 3:21         |

| №  | Название                        | Длительность |
| -- | ------------------------------- | ------------ |
| 1. | «Выше» (Breakbeat version)      | 3:39         |
| 2. | «Выбирать чудо» (Dance version) | 4:03         |
| 3. | «Не перебивай» (Dance version)  | 3:58         |
| 4. | «Вою на Луну» (Dance version)   | 3:17         |
| 5. | «Angel»                         | 3:04         |
| 6. | «I’m Not Discovered»            | 3:11         |
| 7. | «Why»                           | 2:44         |
| 8. | «Hello»                         | 3:33         |

## Участники записи
В создании и записи альбома приняли участие следующие музыканты:
- Нюша Шурочкина — текст, музыка (дорожки 1—11, 14), продюсер, вокал, бэк-вокал.
- Владимир Шурочкин — музыка (дорожки 12, 13), продюсер, саунд-продюсер, бэк-вокал (дорожки 9, 11, 12), гитара (дорожки 9, 10, 11—14), бас (дорожка 5, 12).
- А. Афанасов — аранжировка (дорожка 13), гитара (дорожки 05, 12, 13).
- Александр Максимов — аранжировка (дорожка 10).
- Алексей Прокофьев — аранжировка (дорожка 14).
- О. Шаумаров — аранжировка (дорожки 9, 11), бэк-вокал (дорожки 9, 11), гитара (дорожки 9, 11).
- Пётр Картавый — аранжировка (дорожки 1, 2, 5, 12, 13).
- Влад Стрекалин — аранжировка, саунд-продюсирование (дорожки 2—4, 6—9, 11), мастеринг (дорожки 1—8, 10—14).
- Оксана Шурочкина — сопродюсер.

## Чарты
| Страна (Чарт, 2011)          | Высшая Позиция |
| ---------------------------- | -------------- |
| Россия (2М Топ 25. Альбомы.) | 6              |

| Страна (Чарт, 2012)       | Высшая Позиция |
| ------------------------- | -------------- |
| Россия (Billboard Hot 50) | 8              |

| Страна (Чарт, 2010)          | Высшая Позиция |
| ---------------------------- | -------------- |
| Россия (2М Топ 25. Альбомы.) | 96             |

| Страна (Чарт, 2011)          | Высшая Позиция |
| ---------------------------- | -------------- |
| Россия (2М Топ 25. Альбомы.) | 21             |

| Страна (Чарт, 2012)       | Высшая Позиция |
| ------------------------- | -------------- |
| Россия (Billboard Hot 50) | 14             |

## Номинации и награды
| Год  | Награда       | Номинированная работа | Категория                | Результат |
| ---- | ------------- | --------------------- | ------------------------ | --------- |
| 2011 | Премия Муз-ТВ | «Выбирать чудо»       | Лучший альбом            | Номинация |
| 2011 | Премия RU.TV  | «Выбирать чудо»       | Лучшая песня             | Номинация |
| 2012 | Премия Муз-ТВ | «Выше»                | Лучшая песня             | Победа    |
| 2012 | Премия RU.TV  | «Выше»                | Лучшая песня             | Номинация |
| 2012 | Премия RU.TV  | «Выше»                | Лучший танцевальный трек | Номинация |